# Picramniaceae
Die Picramniaceae sind die einzige Familie der Ordnung Picramniales innerhalb der Bedecktsamigen Pflanzen (Magnoliopsida). Die etwa 46 Arten sind in der Neotropis verbreitet.

## Beschreibung

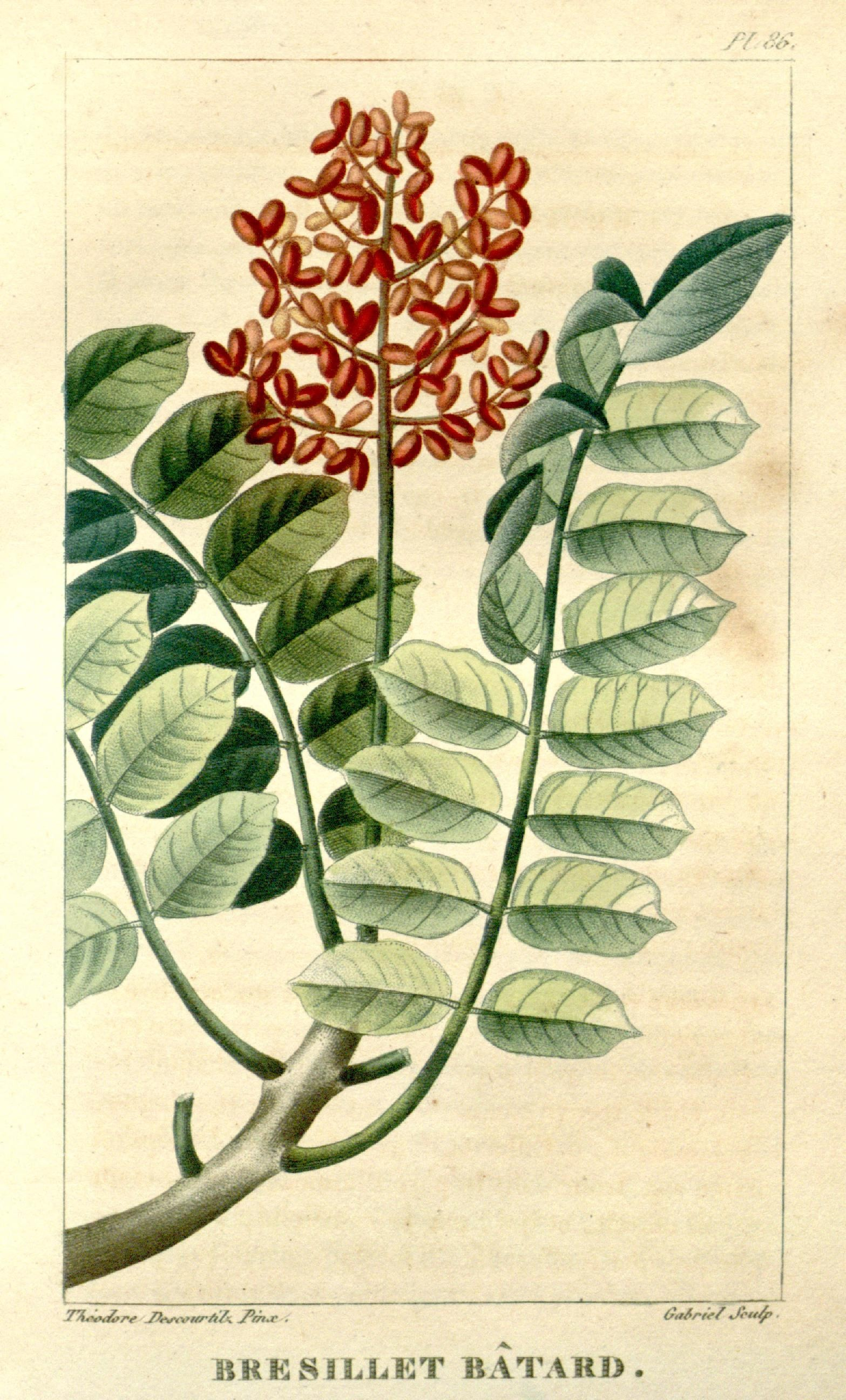
Illustration aus Flore médicale des Antilles, ou, Traité des plantes usuelles, 1822, Tafel 86 von Picramnia guianensis

### Vegetative Merkmale
Es sind verholzende Pflanzen, die meist als sehr kleine Bäume oder Sträucher wachsen. Die Rinde ist meist bitter. Die wechselständig und spiralig angeordneten Laubblätter sind in Blattstiel und -spreite gegliedert. Die Blattspreiten sind zusammengesetzt. Die Fiederblättchen sind an der Rhachis meist wechselständig angeordnet. Nebenblätter fehlen.

### Generative Merkmale
Sie sind zweihäusig getrenntgeschlechtig (diözisch). Es werden lange traubige oder rispige Blütenstände gebildet.
Die relativ kleinen, radiärsymmetrischen, eingeschlechtigen Blüten sind meist drei- oder fünf-, selten sechszählig. Die Kelchblätter sind verwachsen und die Kelchzipfel sind deutlich länger als die Kelchröhre. Meist sind Kronblätter vorhanden; männlichen Blüten fehlen sie bei wenigen Arten. Männliche Blüten enthalten einen Kreis mit meist drei- oder fünf-, selten sechs freien, fertilen Staubblättern. Die weiblichen Blüten enthalten zwei bis drei Fruchtblätter, die zu einem oberständigen Fruchtknoten verwachsen sind, mit einem Griffel, der kürzer ist als der Fruchtknoten und sie können Staminodien enthalten.
Es werden Beeren bei Picramnia oder Samara bei Alvaradoa gebildet.

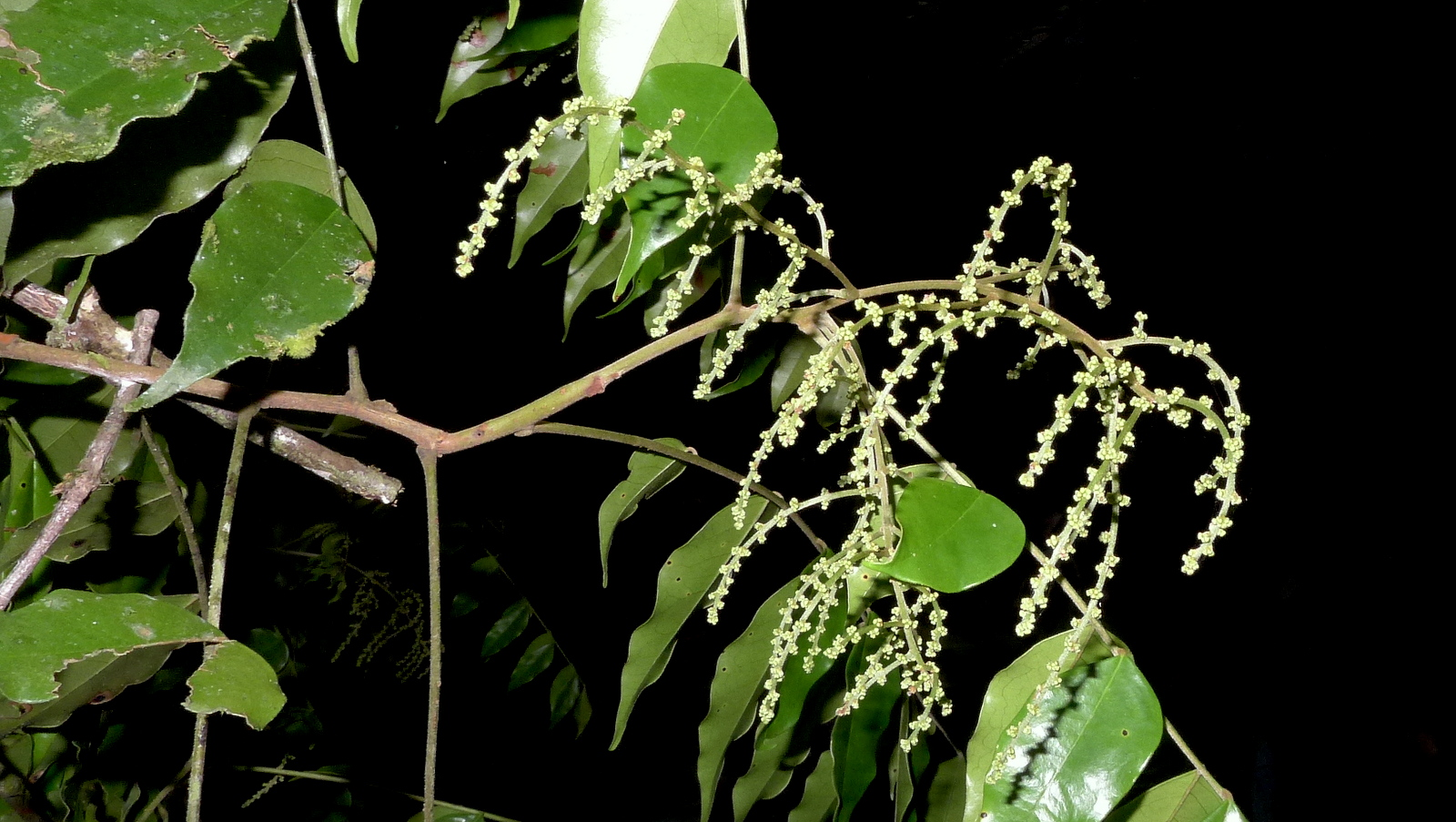
Picramnia glazioviana

## Inhaltsstoffe
Typisches chemosystematisches Merkmal der Picramniales bzw. Picramniaceae ist das Vorkommen von Taririnsäure in beiden Gattungen.

## Systematik und Verbreitung
Die Picramniales sind eine Ordnung innerhalb der Eurosiden II. Sie umfassen nur die Familie Picramniaceae.
Es gibt etwa 46 Arten. Diese Familie ist in zwei Unterfamilien gegliedert, die jeweils nur eine Gattung enthalten:
- Alvaradoideae Liebm.:
  - Alvaradoa Liebm.: Die etwa fünf Arten besitzen ein disjunktes Areal: Florida, Zentralamerika, Bahamas und am meisten Arten auf den Großen Antillen und in Gebieten von Bolivien bis Argentinien.
- Picramnioideae Engler:
  - Picramnia Sw.: Die etwa 41 Arten sind von den südöstlichen USA, über Zentral- bis Südamerika und auf den Karibischen Inseln verbreitet.

2011 wurde die dritte Gattung Nothotalisia W.W.Thomas aufgestellt. Die etwa drei Arten kommen von Panama bis ins nördliche Brasilien und Peru vor.
Im Oktober 2021 wurde eine vierte Gattung Aenigmanu W.W.Thomas aufgestellt mit der einzigen Art Aenigmanu alvareziae W.W.Thomas, die 1979 im peruanischen Manu-Nationalpark gefunden wurde, und deren systematische Zuordnung bis 2021 nicht geklärt werden konnte.